# Фехтування на візках

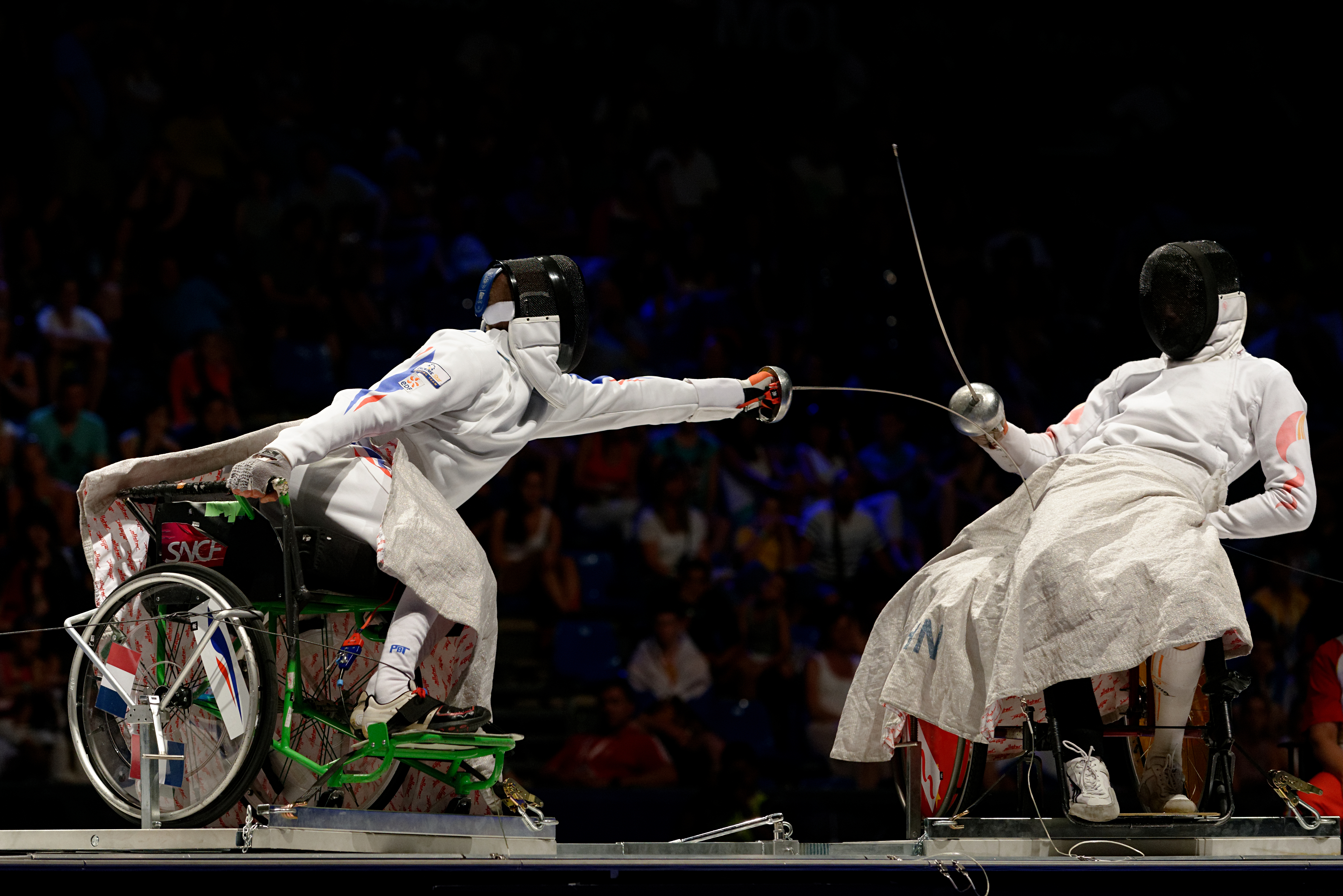
Турнір на Чемпіонаті світу 2013

Фехтування на візках — варіація фехтування для спортсменів з інвалідністю. Регуляцією цього спорту займається спеціальна Міжнародна спортивна федерація спортсменів візочників і ампутантів та Міжнародний паралімпійський комітет.
Фехтування на візках вперше з'явилося на літніх Паралімпійських іграх у 1960.

## Класифікація спортсменів
Спортсмени були класифіковані на різні групи в залежності від рівня порушення опорно-рухового апарату. Система класифікації дозволяє спортсменам з однаковими порушеннями конкурувати на рівних.
- Категорія A: спортсмени добре контролюють тулуб і їхня робота фехтувальної руки не залежить від їх порушення.
- Категорія B: спортсмени мають порушення, що впливають на їх тулуб чи фехтувальну руку.
- Категорія С. Порушення у ділянці шийного відділу хребта.